# 卡洛·佐科
卡洛·佐科（義大利語：Carlo Zocchi；1894年—1965年)， 是意大利著名画家, 活性 科莫湖, 的科莫湖最美丽的地方之一.

## 展销会
- 1928 威尼斯双年展
- 1930 威尼斯双年展
- 1932 威尼斯双年展
- 1934 威尼斯双年展
- 1950 威尼斯双年展